# Носко Олексій Сергійович
Олексій Сергійович Носко (біл. Аляксей Сяргеевіч Наско, нар. 15 серпня 1996, Гродно, Білорусь) — білоруський футболіст, захисник та півзахисник.

## Життєпис
Вихованець гродненської ДЮСШ «Белкард», перший тренер — Володимир Павлович Семериков. З 2012 року виступав за дубль гродненського «Німану», провів 70 матчів та відзначився 2 голами в першості дублерів (2012-2016). За основну команду «Німану» дебютував 21 березня 2015 року в матчі 1/4 фіналу Кубку Білорусі проти БАТЕ, вийшовши на заміну в компенсований час. У вищій лізі Білорусі дебютував 30 травня 2015 року в матчі проти «Граніту» і за півтора сезони в складі гродненського клубу провів 10 матчів.
Восени 2016 роки грав в оренді за клуб першої ліги «Сморгонь». У 2017 році перейшов в інший клуб першої ліги — мінський «Енергетик-БДУ», де згодом отримав капітанську пов'язку. За підсумками сезону 2018 року з своїм клубом став срібним призером першої ліги та заслужив право на підвищення в класі. По ходу сезону 2019 року підписав контракт з клубом «Динамо-Берестя», але продовжив грати за «Енергетик» на правах оренди.
У вересні 2020 року оголосили, що з нового сезону Носко виступатиме за БАТЕ. Дебютував у новій команді 14 березня 2021 року в поєдинку першого туру проти «Слуцька», замінивши на 66-ій хвилині Павла Карасьова. 
Зіграв один матч за молодіжну збірну Білорусі — 26 березня 2017 року товариській грі проти ровесників з Латвії (3:4).

## Статистика виступів

### Клубна
| Сезон    | Дивізіон | Клуб             | Країна   | Матчі | Голи |
| -------- | -------- | ---------------- | -------- | ----- | ---- |
| 2012     | дубль    | «Німан» (Гродно) | Білорусь | 5     | 0    |
| 2013     | дубль    | «Німан» (Гродно) | Білорусь | 18    | 1    |
| 2014     | дубль    | «Німан» (Гродно) | Білорусь | 23    | 0    |
| 2015     | Д1       | «Німан» (Гродно) | Білорусь | 9     | 0    |
| 2016 (1) | Д1       | «Німан» (Гродно) | Білорусь | 1     | 0    |
| 2016 (2) | Д2       | «Сморгонь»       | Білорусь | 12    | 1    |
| 2017     | Д2       | Енергетик-БДУ    | Білорусь | 16    | 0    |
| 2018     | Д2       | Енергетик-БДУ    | Білорусь | 27    | 7    |
| 2019     | Д1       | Енергетик-БДУ    | Білорусь | 18    | 1    |
| 2020     | Д1       | Енергетик-БДУ    | Білорусь | 28    | 1    |

## Титули і досягнення
- Кубок Білорусі
  -  Володар (1): 2021
- Суперкубок Білорусі
  -  Володар (1): 2022